# Office national de la télédiffusion
Pour les articles homonymes, voir ONT.
L'Office national de la télédiffusion (arabe : الديوان الوطني للإرسال الإذاعي والتلفزي) ou ONT est un établissement public tunisien chargé d'assurer la diffusion des programmes radiophoniques et télévisuels en Tunisie. L'office est fondé le 1er février 1993 en vertu de la loi n°93-8 et placé sous la tutelle du ministère des Technologies de l'Information et des Communications.

## Histoire
Le 12 juillet 2004, l'ONT signe un contrat avec Alcatel pour la numérisation du réseau hertzien tunisien.
Depuis 2009, l'ONT s'investit dans un projet de diffusion audionumérique, couvrant jusqu'en 2014 les zones du Grand Tunis, le cap Bon et les zones proches du gouvernorat de Bizerte, et qui permet d'écouter en numérique douze stations de radio : Radio Tunis, Radio Jeunes, Radio Tunisie Culture, RTCI, Radio Monastir, Radio Sfax, Radio Gafsa, Radio Tataouine, Radio Le Kef, Mosaïque FM, Shems FM et Zitouna FM sur le canal 12C (227.360 MHz).

## Annexe
- Télévision en Tunisie
- Télévision numérique terrestre en Tunisie
- Liste des stations de radio en Tunisie